# 蕭圓肅
蕭圓肅（539年—584年），字明恭，南朝梁皇族。梁武帝萧衍第八子武陵王蕭紀之子。

## 生平
天正元年（552年），蕭紀称帝，封蕭圓肅宜都郡王，受位侍中、寧遠将軍。蕭紀率軍沿長江而下，蕭撝留守成都，蕭圓肅为副補佐。天正二年（553年），西魏尉迟迥率軍攻蜀，蕭圓肅、蕭撝降伏。蕭圓肅受位驃騎大将軍、開府儀同三司、侍中，封安化县公。
周明帝元年（557年），進爵棘城郡公。保定三年（563年），为畿伯中大夫。保定五年（565年），任咸陽郡太守。天和四年（569年），转任陵州刺史，命他随衛国公宇文直駐屯襄陽，没有赴任陵州。
建德三年（574年），任太子少傅。建德六年（577年），任丰州刺史，進位上開府儀同大将軍。宣政元年（578年），入朝为司宗中大夫、转洛州刺史。大象二年（580年），進位大将軍。開皇元年（581年），隋朝建国，任貝州刺史。因要奉养老母辞職，隋文帝准許。開皇四年（584年），蕭圓肅去世。享年46岁。文集10卷，又作時人詩文章《文海》40卷、《广堪》10卷、《淮海乱離志》4卷。

## 後代
- 萧行赟，唐朝怀州刺史，與蕭圓肅相隔世數不詳。
  - 萧希言，朝散大夫、太子洗马。
    - 萧中和，庐州慎县令。
      - 萧氏，嫁商州刺史謝良輔。
      - 萧氏（740年－797年），封兰陵郡夫人，嫁鲍防。[1]

## 资料来源
- 《周书》卷42 列传第34
- 《北史》卷29 列传第17

## 外部連結
[在维基数据编辑]
 《周書·卷42》，出自令狐德棻《周書》
 《北史·卷029》，出自李延壽《北史》